# إدوارد هنري بالمر
إدوارد هنري بالمر (بالإنجليزية: Edward Henry Palmer)‏ (1256-1299هـ/1840-1882م) هو مستشرق إنجليزي ومن عملاء الاستعمار البريطاني.

## المولد والتعليم
ولد في أغسطس 1840 في مدينة كامبريدج - إنجلترا -، درس اليونانية واللاتينية، تلقى أصول اللغتين الفارسية والاوردية على يدى «سيد عبد الله»
ثم اللغة العربية.

## رحلاته الاستكشافية

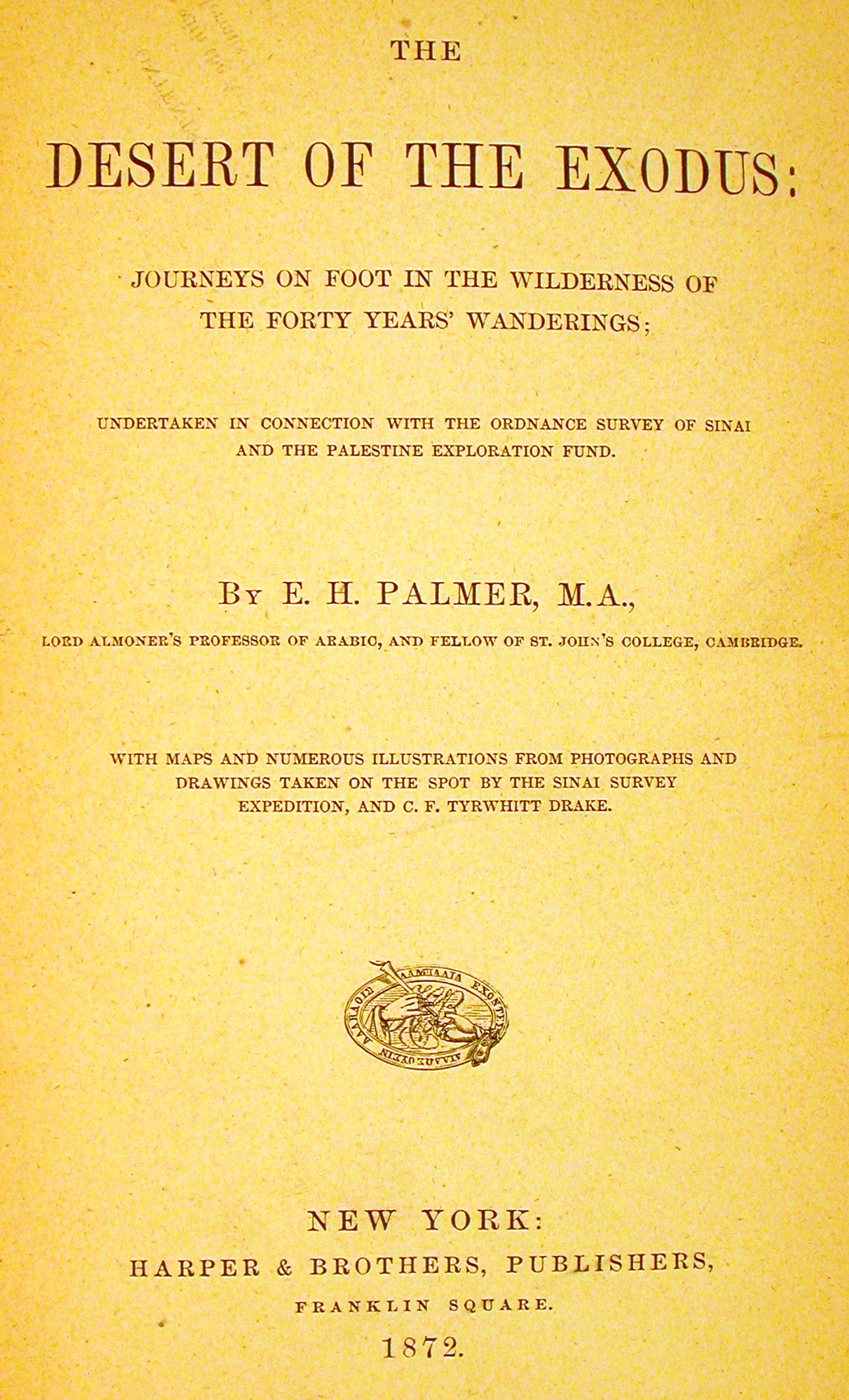
غلاف كتاب بالمر "صحراء الخروج"، الصادر عام 1872

عند إنشاء هيئة لاستكشاف فلسطين وهدفها استكشاف سيناء ومسيرة بنو إسرائيل في صحرائها تألفت البعثة من «سير هنرى جيمس» والكابتن «تشارلز ولسون» ومن بالمر بوصفه مترجما وجامعا للنقوش وباحثا.
يقول بالمر «كان عملى هو الحصول من البدو على أسماء الأماكن في شبه جزيرة العرب»
وعنى بالمر بتسجيل عادات البدو وأعرافهم.
في العام 1870 عاد بالمر ثانية إلى سيناء لاستكشاف شمالها الشرقي ثم سافر إلى القدس ونقل الكتابة الكوفية التي على مسجد قبة الصخرة واستكشف
بلدة القدس القديمة. ثم سافر إلى لبنان ثم دمشق ثم جبل العلويين ثم إسطنبول وقد وصف هذه الرحلة في كتاب من جزأين.
في نفس العام أصدر بالمر كتابين الأول هو فهرس المخطوطات العربية والفارسية والتركية
في مكتبة الثالوث في كامبريدج.
والثاني كتبه بالاشتراك مع «وولتر بيزنت Walter Besant» بعنوان «أورشليم مدينة هيرود وصلاح الدين» Jerusalem، the City of Herod and Saladin.
في العام 1874 أصدر بالمر كتابين صغيرين هما «موجز جغرافيا الكتاب المقدس» والثاني
«تاريخ الأمة اليهودية» وفي نفس السنة أصدر «قاموسا موجزا للغة الفارسية».
في العام 1876 أصدر الجزء الأول من «ديوان البهاء زهير» بعنوان The Poetical Works of Beha-ed-Din Zoheir.
في العام 1881 أتم بالمر ترجمة جديدة لـ القرآن طبعت في سلسلة Oxford World's Classics.
وقد تباينت الآراء حول هذه الترجمة فقد وصفها هاملتون جب «بأنها حرفية وغير مكافئة»
واتجه بالمر للعمل في الصحافة حيث عمل في صحيفة Daily News ثم انضم إلى هيئة تحرير جريدة Standard.
في العام 1882 أصدر بالمر كتابه «النحو المبسط للغات الهندوستانية والفارسية والعربية».

## رحلاته الاستعمارية
قام اللورد نورثبروك ـ الرئيس الأول للبحرية البريطانية ـ باستدعاء بالمر للاستفادة من خبرته في منطقة سيناء ومعرفته بأهلها في احتلال مصر، فحضر إلى الإسكندرية، حيث تشاور مع الاميرال سيمور في الخطة التي سيتبعها، ثم قصد إلى يافا، حيث اشترى لملابس العربية المطلوبة وتزود بمبلغ كبير من النقود الذهبية ثم بدأ رحلته الصحراوية متظاهرًا بأنه من تجار الإبل، وتمكن من الاتصال ببعض شيوخ القبائل، وبذل جهدًا كبيرًا في التقرب إلى البدو حتى أقبلوا عليه وكانوا يدعونه «عبد الله أفندي»، وذهب إلى حد إسماعهم الشعر العربي والقرآن الذي كانوا يطربون له، كما أكل معهم الخبز واللحم كعهد بينه وبينهم أن يحمي كل منهما الآخر حتى الموت.
وفي أول أغسطس 1882 وصل بالمر إلى السويس، ثم عاد ثانية إلى صحراء سيناء، وكان قد اتصل بشيخ قبيلة الحويطات هناك ويدعى «مطر أبو صوفية» فاستخدمه بالمر لإرسال الرسائل إلى السويس، وبدأ بالمر العمل على قطع أسلاك التلغراف وإحراق الأعمدة لتنقطع الاتصالات البرقية بين عرابي وتركيا.

## مقتله
في أثناء إحدى هذه الرحلات المشبوهة التي كان يقوم بها بالمر برفقة كابتن وليم جون جل واللفتنانت هارولد شارنجتون Sharrington وخادم سوري مسيحي اسمه خليل عتيق وخادم يهودى يدعى باخور حسون وبرفقتهم مطر أبوصوفية وابن أخيه سلامة بن عايض تم نصب كمين لهم من قبل بعض البدو وتم اقتيادهم إلى وادى سدر وتم قتلهم وألقى بهم في واد سحيق وذلك في حوالى العشرين من أغسطس 1882.
بعد الاحتلال الإنجليزي لمصر نجحت جهود السير تشارلز وارن (الذي كان آنذاك ضابطًا برتبة كولونيل) في الحصول على رفات بالمر ورفاقه، لتُدفن لاحقًا في كاتدرائية سانت بول بلندن.

## روابط خارجية
- إدوارد هنري بالمر على موقع الموسوعة البريطانية (الإنجليزية)